# Thomas Richardson
Pour les articles homonymes, voir Richardson.
Thomas Richardson, né vers juin 1569 et mort à Londres le 4 février 1635, est un juge et homme politique anglais. S'il s'avère inefficace dans l'exercice de la présidence de la Chambre des communes, il est un juge humain et clément, et fait quelque peu évoluer le droit anglais en faveur des droits fondamentaux.

## Biographie
Étudiant au Christ's College de l'université de Cambridge puis à Lincoln's Inn, il est appelé au barreau en 1594. En 1606 il est nommé juge de paix pour le comté du Norfolk, fonction qu'il conservera jusqu'à sa mort. En 1617, il est fait juge (recorder) à Bury St Edmunds, dans le Suffolk. En 1621, bénéficiant de l'appui du Lord chancelier (et philosophe) Francis Bacon, il est élu pour la première et dernière fois député à la Chambre des communes du Parlement d'Angleterre, où il représente la ville de St Albans. Bien qu'il n'ait aucune expérience parlementaire, son expérience judiciaire amène les députés à l'élire président de la Chambre, semble-t-il contre son gré. S'il est d'usage que l'élu prononce un discours d'auto-dénigrement, les archives indiquent que Thomas Richardson insiste sur son incapacité à prendre en charge ce poste, et « sanglote » lorsqu'il s'y trouve contraint. Ses deux prédécesseurs ont en effet peiné à mener à bien les débats à la Chambre de manière à concilier les souhaits des députés et ceux du roi Jacques Ier.
Présenté au roi pour être confirmé à ce poste le 3 février, il omet de lui demander, comme le veut la coutume, de permettre aux députés la liberté d'expression dans le cadre de leurs débats. Lors du premier jour de session du parlement deux jours plus tard, le député Edward Alford le lui reproche, et discourt sur l'importance de préserver cette liberté. Lorsque Thomas Richardson tente de l'interrompre, le député Sir Thomas Roe l'informe que le président de la Chambre n'a pas droit à la parole, ne pouvant s'exprimer que s'il y est invité par la Chambre. Les députés en viennent rapidement à manquer ouvertement de respect envers leur nouveau président, quittant la chambre avant lui en fin de séance et enfreignant ainsi la coutume de courtoisie à son égard. Ils lui reprochent entre autres de mettre fin abusivement à certains débats. En mars, le député Robert Phelips, un opposant au gouvernement, lui reproche d'avoir permis à la Chambre de conduire une investigation menant à l'inculpation de Francis Bacon pour corruption. Pour autant, le roi le fait chevalier le 25 mars, le récompensant ainsi d'avoir su fait adopter par la Chambre sa demande de subside.
Fin mai, lorsque les députés demandent un ajournement de séance, Richardson tente brièvement de les faire enfermer dans la chambre pour les contraindre d'y rester. À l'inverse le 4 décembre, lorsqu'il met fin à un débat enflammé et désordonné en quittant lui-même la chambre, Sir Henry Widdrington tente en vain de lui rappeler qu'il ne peut s'absenter sans l'accord de ses pairs. Les 15 et 18 décembre, Richardson tente sans succès d'initier l'examen par les députés de projets de loi voulus par le roi. Ce parlement est dissous en février 1622 et Thomas Richardson ne se présente pas aux élections législatives suivantes, début 1624.
De 1626 à 1631 il est président de la Cour des plaids-communs. Il y devient connu pour « sa clémence sans discrimination, que ce soit envers des prêtres catholiques, des puritains tels que Hugh Pyne et Henry Sherfield, et même envers des contribuables récalcitrants ». Hugh Pyne ayant été inculpé pour « trahison constructive » (anglais : constructive treason (en)), Richardson décide que le simple fait d'avoir insulté le monarque ne peut donner lieu à une condamnation : Seule une personne s'étant prononcée sur la mort future du roi serait coupable de ce crime. Cette définition fait jurisprudence. Il prend par ailleurs la décision de ne pas faire torturer John Felton, assassin de George Villiers, le duc de Buckingham. La décision de Richardson que soumettre le suspect au supplice du chevalet dans le cadre de son interrogatoire serait contraire aux principes du droit anglais fait là aussi jurisprudence. En octobre 1631 il est fait Juge en chef de la Cour du banc du Roi, malgré son souhait de rester à la Cour des plaids-communs. En 1633 il refuse de faire appliquer un ordre du gouvernement autorisant à nouveau les églises à lever des fonds par des festivités arrosées de cervoise (c.f. l'article en anglais "Parish ale"). Il est convoqué devant le Conseil privé du roi pour y subir une réprimande. Mort en 1635, il est inhumé à l'abbaye de Westminster. Cinq de ses douze enfants lui survivent, dont un seul de ses fils,,.